# Dobovica
Dobovica – wieś w Słowenii, w gminie Litija. W 2018 roku liczyła 40 mieszkańców.